# Кріс Леслі
Крістофер Майкл «Кріс» Леслі (англ. Christopher Michael «Chris» Leslie; нар. 28 червня 1972, Кітлі, Західний Йоркшир, Англія) — британський політик-лейборист, член парламенту з 1997 по 2005 і з 2010. Тіньовий Канцлер Казначейства з 2015.
Леслі навчався в Університеті Лідса. З 1994 по 1996 рік він був адміністратором офісу, йдучи далі, щоб стати політичним науковим співробітником у Бредфорді у 1996. Він був обраний до парламенту за місяць до свого 25-го дня народження.
Одружений, має доньку.